# Gazeta

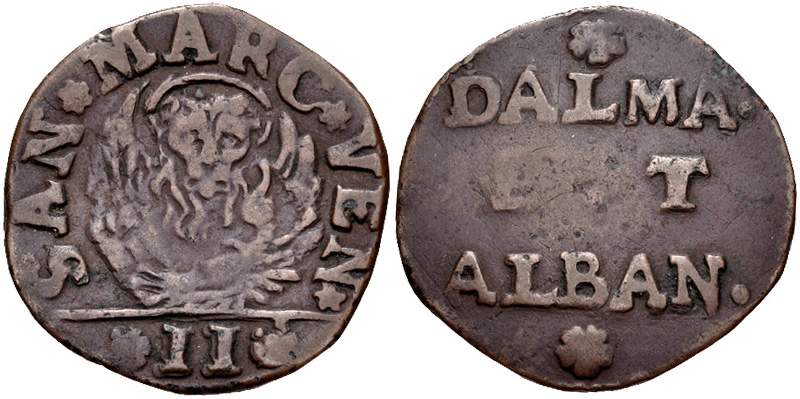
voor- en achterzijde van de gazeta

De gazeta of gazetta was de populaire naam die werd gegeven aan een zilveren munt van de Republiek Venetië, met de waarde van twee soldi. In het Venetiaanse dialect werd gaxeta gebruikt. De oorsprong van dit woord is onduidelijk. Ofwel komt het van het Latijnse gāza ("schatkist, rijkdom"), ofwel is het ontleend aan het Oudgriekse γάζα ("schatkist van de Perzische koning"). Minder waarschijnlijk is de verklaring vanuit het Venetiaanse 'gaza' (voor 'ekster'); zie het Franse 'geai').
Op de voorzijde stond de afbeelding van een zittende Vrouwe Justitia. Op de achterzijde stond de leeuw van Marcus de evangelist, de beschermheilige van Venetië. De munt heeft een gewicht van 0,24 gram. Hij werd met dit gewicht uitgegeven vanaf 1539 tot 1559, onder het bewind van de doge Pietro Lando.
In 1563 verscheen de eerste Foglio avviso, een nieuwsblad dat aan het publiek werd verkocht tegen een prijs van twee soldi, dus één gazeta. Later werd ieder papieren nieuwsblad hiernaar vernoemd: gazeta (tegenwoordig gazzetta).